# 929 Algunde
929 Algunde, asteroid glavnog pojasa. Otkrio ga je Karl Wilhelm Reinmuth, 10. ožujka 1920.

## Vanjske poveznice
- Minor Planet Center